# Орево (Орловская область)
Орево — село в Краснозоренском районе Орловской области России. Входит в состав Краснозоренского сельского поселения.

## География
Село находится на расстоянии 5 км к северо-западу от посёлка Красная Заря, административного центра района, и 108 км к востоку от города Орёл, административного центра области.

### Часовой пояс
Село Орево, как и вся Орловская область, находится в часовой зоне МСК (московское время). Смещение применяемого времени относительно UTC составляет +3:00.

## Население
| 2002 | 2010 |
| ---- | ---- |
| 614  | ↘507 |

### Национальный состав
Согласно результатам переписи 2002 года, в национальной структуре населения русские составляли 97 % из 614 чел.

## Известные уроженцы
- Лобов, Михаил Тихонович (1901—1972) — советский военачальник, генерал-майор.